# اس‌ام یو-۱۲۵
اس‌ام یو-۱۲۵ (به انگلیسی: SM U-125) یک زیردریایی بود که طول آن ۸۱٫۵ متر (۲۶۷ فوت) بود. این زیردریایی در سال ۱۹۱۸ ساخته شد.